# Olympiska vinterspelen 1936
Olympiska vinterspelen 1936, de fjärde (IV) olympiska vinterspelen, genomfördes i Garmisch-Partenkirchen i södra Tyskland på drygt 700 m höjd över havet. De kan utan tvekan benämnas de första stora vinterspelen både i förhållande till deltagarantal som åskådare och intresset ute i världen. Cirka 540 000 åskådare anges ha sett tävlingarna.

## Organisation
Garmisch-Partenkirchen fick vinterspelen i konkurrens med Montréal och St. Moritz. De tyska arrangörerna och funktionärerna gjorde ett mycket gott arbete och samtidigt hade man en fullkomligt osannolik tur med vädret. Under dagarna före tävlingarna anlände deltagarna till en ort, som totalt saknade snö, men under invigningen blåste det upp en ordentlig snöstorm, som skapade utomordentligt skidföre och dagen efter spelen var det full vår och gatorna flödade av smältvatten.

## Invigningen
När den tyske rikskanslern Adolf Hitler kom ut på verandan till Olympiahaus möttes han av presidenterna i de internationella vintersportorganisationerna för skidor, skridsko, bobsleigh och ishockey. Sedan führern hade hälsat på presidenterna och IOK:s medlemmar spelades den tyska nationalsången (Deutschlandlied) följd av den nazistiska partisången Horst-Wessel-Lied. Därefter började nationernas intåg i ett kraftigt snöfall.
Sedan de 28 deltagande nationerna ställt upp med sina fanor i täten vända mot Olympiahaus inleddes de egentliga öppningsceremonierna. På den granrisförsedda talarstolen steg först rikssportministern och ordföranden i vinterspelens organisationskommitté Karl Ritter von Halt och höll ett tal som innehöll bland annat välkomsthälsningar till de deltagande idrottsmännen. Därefter trädde Adolf Hitler fram till mikrofonen och förklarade spelen öppnade varpå en musikkår bestående av ett par hundra blåsmusikanter spelade den olympiska hymnen. Därunder tändes den olympiska elden uppe på hoppbacken, en trupp ur bergsartilleriet sköt salut. Trots det dåliga vädret, som medförde dålig sikt, var cirka 50 000 åskådare närvarande vid öppningsceremonin.

## Deltagare
28 deltagarländer var med i de olympiska vinterspelen. Australien, Bulgarien, Grekland, Liechtenstein, Spanien och Turkiet var med för första gången. 
I tabellen nedan anges antalet deltagare inom parentes.
| Europa (530)                                                                                | Europa (530)                                                                                              | Europa (530)                                                                                 | Europa (530)                                                                                       |
| ------------------------------------------------------------------------------------------- | --- | -------------------------------------------------------------------------------------------- | -------------------------------------------------------------------------------------------------- |
| - Belgien (27) - Bulgarien (7) - Estland (5) - Finland (19) - Frankrike (28) - Grekland (1) | - Italien (44) - Jugoslavien (17) - Lettland (26) - Liechtenstein (4) - Luxemburg (4) - Nederländerna (8) | - Norge (31) - Polen (20) - Rumänien (15) - Schweiz (34) - Spanien (6) - Storbritannien (38) | - Sverige (32) - Tjeckoslovakien (22) - Turkiet (6) - Tyskland (55) - Ungern (25) - Österrike (60) |
| Övriga världen (116)                                                                        | |                                                                                              | |
| - Australien (1)                                                                            | - Japan (31)                                                                                              | - Kanada (29)                                                                                | - USA (55)                                                                                         |

## Sporter
| - Alpin skidåkning - Backhoppning - Bob - Hastighetsåkning på skridskor |  | - Ishockey - Konståkning - Längdskidåkning - Nordisk kombination |

### Demonstrationssporter
- Militärpatrull
- Isstock

## Värt att notera
- I störtloppet, som ingick i den alpina kombinationen, deltog från Norge den kände backhopparen Birger Ruud, som något överraskande vann störtloppet. I slalom-tävlingen placerade han sig som sexa och blev därmed sammanlagt fyra, just utanför pallen.

- Medaljerna som delades ut är de största och tyngsta som någonsin delats ut med en diameter på 100 mm, tjockleken 4 mm och vikten 324 g.

## Medaljfördelning
Värdnation (Tyskland)
| Placering | Land           | Guld | Silver | Brons | Totalt |
| --------- | -------------- | ---- | ------ | ----- | ------ |
| 1         | Norge          | 7    | 5      | 3     | 15     |
| 2         | Tyskland       | 3    | 3      | -     | 6      |
| 3         | Sverige        | 2    | 2      | 3     | 7      |
| 4         | Finland        | 1    | 2      | 3     | 6      |
| 5         | Schweiz        | 1    | 2      | -     | 3      |
| 6         | Österrike      | 1    | 1      | 2     | 4      |
| 7         | Storbritannien | 1    | 1      | 1     | 3      |
| 8         | USA            | 1    | -      | 3     | 4      |
| 9         | Kanada         | -    | 1      | -     | 1      |
| 10        | Frankrike      | -    | -      | 1     | 1      |
|           | Ungern         | -    | -      | 1     | 1      |
|           | Totalt         | 17   | 17     | 17    | 51     |